# Кшиштоф Оліва
Кшиштоф Оліва (пол. Krzysztof Oliwa, нар. 12 квітня 1973, Тихи) — польський хокеїст, що грав на позиції крайнього нападника. Грав за збірну команду Польщі. Згодом — хокейний тренер.

## Ігрова кар'єра
Вихованець польського клубу ГКС (Тихи) в якому розпочав свою хокейну кар'єру 1990 року.
1993 року був обраний на драфті НХЛ під 65-м загальним номером командою «Нью-Джерсі Девілс». 
Протягом професійної клубної ігрової кар'єри, що тривала 14 років, захищав кольори команд ГКС (Тихи), «Велланд Флеймс», «Олбані Рівер-Ретс», «Ралі АйсКепс», «Сент-Джон Флеймс», «Детройт Вайперс», «Нью-Джерсі Девілс», «Колумбус Блю-Джекетс», «Піттсбург Пінгвінс», «Нью-Йорк Рейнджерс», «Бостон Брюїнс», «Калгарі Флеймс», «Подгале» та «Нью-Джерсі Девілс».
Загалом провів 442 матчі в НХЛ, включаючи 32 гри плей-оф Кубка Стенлі.
Виступав за збірну Польщі.

## Тренерська робота
З 2014 очолює команду в одній з юніорських ліг США.

## Нагороди та досягнення
- Володар Кубка Стенлі в складі «Нью-Джерсі Девілс» — 2000.
- Володар Кубка Польщі в складі «Подгале» — 2005.

## Статистика
| Сезон        | Клуб                   | Ліга         | Регулярний сезон | Регулярний сезон | Регулярний сезон | Регулярний сезон | Регулярний сезон | Плей-оф | Плей-оф | Плей-оф | Плей-оф | Плей-оф |
| Сезон        | Клуб                   | Ліга         | І                | Г                | П                | О                | ШХ               | І       | Г       | П       | О       | ШХ      |
| ------------ | ---------------------- | ------------ | ---------------- | ---------------- | ---------------- | ---------------- | ---------------- | ------- | ------- | ------- | ------- | ------- |
| 1993–94      | «Олбані Рівер-Ретс»    | АХЛ          | 33               | 2                | 4                | 6                | 151              | —       | —       | —       | —       | —       |
| 1993–94      | «Ралі АйсКепс»         | ХЛСУ         | 15               | 0                | 2                | 2                | 65               | 9       | 0       | 0       | 0       | 35      |
| 1994–95      | «Сент-Джон Флеймс»     | АХЛ          | 14               | 1                | 4                | 5                | 79               | —       | —       | —       | —       | —       |
| 1994–95      | «Детройт Вайперс»      | ІХЛ          | 4                | 0                | 1                | 1                | 24               | —       | —       | —       | —       | —       |
| 1994–95      | «Олбані Рівер-Ретс»    | АХЛ          | 20               | 1                | 1                | 2                | 77               | —       | —       | —       | —       | —       |
| 1994–95      | «Ралі АйсКепс»         | ХЛСУ         | 5                | 0                | 2                | 2                | 32               | —       | —       | —       | —       | —       |
| 1995–96      | «Олбані Рівер-Ретс»    | АХЛ          | 51               | 5                | 11               | 16               | 217              | —       | —       | —       | —       | —       |
| 1995–96      | «Ралі АйсКепс»         | ХЛСУ         | 9                | 1                | 0                | 1                | 53               | —       | —       | —       | —       | —       |
| 1996–97      | «Нью-Джерсі Девілс»    | НХЛ          | 1                | 0                | 0                | 0                | 5                | —       | —       | —       | —       | —       |
| 1996–97      | «Олбані Рівер-Ретс»    | АХЛ          | 60               | 13               | 14               | 27               | 322              | 15      | 7       | 1       | 8       | 49      |
| 1997–98      | «Нью-Джерсі Девілс»    | НХЛ          | 73               | 2                | 3                | 5                | 295              | 6       | 0       | 0       | 0       | 23      |
| 1998–99      | «Нью-Джерсі Девілс»    | НХЛ          | 64               | 5                | 7                | 12               | 240              | 1       | 0       | 0       | 0       | 2       |
| 1999–00      | «Нью-Джерсі Девілс»    | НХЛ          | 69               | 6                | 10               | 16               | 184              | —       | —       | —       | —       | —       |
| 2000–01      | «Колумбус Блю-Джекетс» | НХЛ          | 10               | 0                | 2                | 2                | 34               | —       | —       | —       | —       | —       |
| 2000–01      | «Піттсбург Пінгвінс»   | НХЛ          | 26               | 1                | 2                | 3                | 131              | 5       | 0       | 0       | 0       | 16      |
| 2001–02      | «Піттсбург Пінгвінс»   | НХЛ          | 57               | 0                | 2                | 2                | 150              | —       | —       | —       | —       | —       |
| 2002–03      | «Нью-Йорк Рейнджерс»   | НХЛ          | 9                | 0                | 0                | 0                | 51               | —       | —       | —       | —       | —       |
| 2002–03      | «Гартфорд Вулвс Пек»   | АХЛ          | 15               | 0                | 1                | 1                | 30               | —       | —       | —       | —       | —       |
| 2002–03      | «Бостон Брюїнс»        | НХЛ          | 33               | 0                | 0                | 0                | 110              | —       | —       | —       | —       | —       |
| 2003–04      | «Калгарі Флеймс»       | НХЛ          | 65               | 3                | 2                | 5                | 247              | 20      | 2       | 0       | 2       | 6       |
| 2005–06      | «Нью-Джерсі Девілс»    | НХЛ          | 3                | 0                | 0                | 0                | 0                | —       | —       | —       | —       | —       |
| Усього в НХЛ | Усього в НХЛ           | Усього в НХЛ | 410              | 17               | 28               | 45               | 1,447            | 32      | 2       | 0       | 2       | 47      |